# Ideal Automobile Manufacturing Company
Ideal Automobile Manufacturing Company war ein US-amerikanischer Hersteller von Automobilen.

## Unternehmensgeschichte
Das Unternehmen wurde 1901 in New Castle in Indiana gegründet. Im November 1901 wurde die Produktion von Automobilen angekündigt und ab Januar 1902 durchgeführt. Der Markenname lautete Ideal. H. H. Hennigen war der Konstrukteur. John E. Cramer aus St. Louis kaufte das erste Fahrzeug.
1902 endete die Produktion.
Es gab mehrere US-amerikanische Hersteller von Personenkraftwagen der Marke Ideal: Ideal Automobile Manufacturing Company, Richmond & Holmes Company, B. & P. Company, Ideal Motor Vehicle Company, Ideal Runabout Manufacturing Company, Bethlehem Automobile Company, Ideal Electric Vehicle Company, Ideal Shop und Bethlehem Motor Truck Company.

## Fahrzeuge
Im Angebot standen Fahrzeuge mit Ottomotoren. Sie hatten einen offenen Aufbau als Runabout.